# Harpic
Harpic est la marque d'un produit de nettoyage de  WC lancé en Angleterre dans les années 1920 et aujourd'hui commercialisé par Reckitt Benckiser. Ce produit est actuellement disponible en Afrique, au Moyen-Orient, en Asie du Sud, en Asie Pacifique, en Europe, en Amérique latine et en Europe de l'Est. Les produits de nettoyage de toilettes commercialisés sous la marque comprennent des liquides, des comprimés, des lingettes, des brosses, des cuvettes de toilettes et des citernes.

## Histoire
Le premier nettoyeur de WC a été inventé par Harry Pickup, droguiste basé à Roscoe dans le nord du Yorkshire dans le Royaume-Uni. Il a également créé Oxypic, qui était un mastic utilisé dans les jointoiements des systèmes de chauffage en fonte.

## Composition
Harpic contient de l'acide chlorhydrique (10%) en tant qu'ingrédient actif, ainsi que  l'oléylamine de butyle et d'autres ingrédients dans une solution aqueuse.

## Publicité
La publicité  britannique des années 1930 était « Il nettoie tout autour du rond' »  (Cleans Round The Bend)

## Gamme de produits
Voici la gamme des produits Harpic :
- Harpic Power Plus
- Harpic Hygienic Plus
- Harpic gel javel